# باشگاه فوتبال برینا
باشگاه فوتبال برینا (نروژی: Bryne Fotballklubb) یک باشگاه فوتبال است که در در برینا کشور نروژ پایه‌گذاری شده‌است.